# Sándor Kallós
Sándor Kallós (en russe : Шандор Ка́ллош), né à Tchernivtsi le 23 octobre 1935, est un compositeur de musique de films soviétique.

## Musique de films
- 1976 : Tari le petit oiseau (Птичка Тари) de Guennadi Sokolski
- 1976 : Icare et les Vieux sages (Икар и мудрецы) de Fiodor Khitrouk
- 1990 : Le Chien pie qui court au bord de la mer (Пегий пёс, бегущий краем моря) de Karen Guevorkian (ru)